# Jo Joyner
Joanne Mary "Jo" Joyner es una actriz inglesa, más conocida por interpretar a Tanya Cross en la serie británica EastEnders. 

## Biografía
Joyner creció en Banbury, Oxfordshire. Es hija de Anne y Peter Joyner, tiene un hermano mayor llamado, Daniel Charles Joyner. 
Es muy buena amiga del actor Jake Wood.
En marzo del 2007 Jo anunció que se había comprometido con su novio el actor Neil Madden, la pareja se casó el 14 de julio del mismo año. Después de luchar por quedar embarazada por fin en julio del 2009 Joyner anunció que estaba esperando gemelos como resultado del tratamiento in vitro llamado ICSI (inyección intracitoplasmática de espermatozoides). 
La pareja le dio la bienvenida a los mellizos, Freddie Madden (niño) y Edie Madden (niña) el 7 de diciembre de 2009.

## Carrera
De 2003 a 2005, apareció como invitada en series como Spooks, donde dio vida a la bombera Stephanie Mills; Silent Witness, Fat Friends, Serious and Organised, Swinging, donde apareció como recurrente interpretando a varios personajes; también apareció en dos episodios de la exitosa serie Doctor Who. 
En 2004 apareció en la miniserie North & South. Ese mismo año se unió al elenco de la serie No Angels, donde interpretó a la enfermera Beverly "Beth" Nicholls hasta el final de la serie en abril de 2006.
El 27 de junio de 2006, se unió al elenco de la exitosa serie británica EastEnders, donde interpretó a Tanya Cross hasta el 25 de diciembre de 2009; después de irse temporalmente para tomar su licencia de maternidad después de dar a luz a sus gemelos, Tanya regresó en junio de 2010 y desde entonces aparece en la serie. En enero de 2015 se anunció que Jo regresaría a EastEnders por dos episodios en febrero del mismo año como parte del aniversario de la serie. El 27 de diciembre de 2017 regresó a la serie como parte de la historia de salida de sus hijas, Lauren y Abi Branning.
En 2011 apareció en la serie cómica de tres partes de la BBC, Candy Cabs, donde interpretó a Jackie.
En 2015 se unió al elenco de la serie The Interceptor, donde da vida a Lorna.
Ese mismo año se unió al elenco de la nueva serie Ordinary Lies, donde dará vida a Beth.

## Filmografía

### Series de televisión
| Año                            | Título                                        | Personaje               | Notas                                   |
| ------------------------------ | --------------------------------------------- | ----------------------- | --------------------------------------- |
| 2021                           | Stay Close                                    | Erin Cartwright         | 8 episodios                             |
| 2006 - 2013, 2015, 2017 - 2018 | EastEnders                                    | Tanya Cross             | 678 episodios                           |
| 2015                           | Ordinary Lies                                 | Beth Corbin             | 6 episodios                             |
| 2017-presente                  | Shakespeare & Hathaway: Private Investigators | Lu Shakespeare          | 8 episodios - miniserie                 |
| 2017                           | Porters                                       | Dra. Kelly              | 3 episodios                             |
| 2017 - 2021                    | Ackley Bridge                                 | Mandy Carter            | 6 episodios                             |
| 2016 - 2017                    | Mount Pleasant                                | Jayne                   | 10 episodios                            |
| 2015                           | Marley's Ghosts                               | Vicario                 | 9 episodios                             |
| 2015                           | The Interceptor                               | Lorna                   | 8 episodios                             |
| 2014                           | Murdoch Mysteries                             | Cecily McKinnon         | 2 episodios                             |
| 2014                           | Trying Again                                  | Meg                     | 8 episodios                             |
| 2013                           | Moving On                                     | Theresa                 | episodio "The House"                    |
| 2011                           | Candy Cabs                                    | Jackie O'Sullivan       | 3 episodios                             |
| 2004 - 2006                    | No Angels                                     | Beverly "Beth" Nicholls | 26 episodios                            |
| 2005                           | Swinging                                      | Varios Personajes       | 7 episodios                             |
| 2005                           | Doctor Who                                    | Lynda                   | 2 episodios                             |
| 2004                           | North & South                                 | anny Thornton           | 4 episodios - miniserie                 |
| 2004                           | Fat Friends                                   | Kirsty Grigg            | episodio "Bacon, Bagels and the Bishop" |
| 2003                           | Silent Witness                                | Cathy Mottram           | episodio "Answering Fire: Part 1"       |
| 2003                           | Spooks                                        | Stephanie Mills         | episodio # 2.5                          |
| 2003                           | Serious and Organised                         | Louise Adamson          | episodio # 1.1                          |
| 2002                           | Clocking Off                                  | Tina                    | episodio # 3.7                          |
| 2002                           | Night Flight                                  | Brigitte                | -                                       |
| 2001                           | Heartbeat                                     | Anna Young              | episodio "The Buxton Defence"           |

### Películas
| Año  | Título | Personaje | Notas                                                                |
| ---- | ------ | --------- | -------------------------------------------------------------------- |
| 2015 | Albert | Fiona     | corto - junto a Jason Flemyng, Leo Donnelly y Beatrice Playfoot-Orme |

### Apariciones
| Año  | Título                   | Personaje   | Notas                                                     |
| ---- | ------------------------ | ----------- | --------------------------------------------------------- |
| 2015 | EastEnders: Back to Ours | Tanya Cross | episodio "Jake Wood, Jacqueline Jossa & Lorna Fitzgerald" |

### Teatro
| Año  | Obra                  | Personaje | Teatro              |
| ---- | --------------------- | --------- | ------------------- |
| 2002 | The One With The Oven | -         | Royal Court Theatre |
| -    | The Hostage           | -         | -                   |
| 2001 | Raw                   | Lex       | Theatre Absolute    |

## Premios y nominaciones
| Año  | Categoría                                                            | Premio                     | Serie      | Resultado |
| ---- | -------------------------------------------------------------------- | -------------------------- | ---------- | --------- |
| 2013 | Best Dramatic Performance                                            | British Soap Award         | EastEnders | Nominada  |
| 2012 | Best On-Screen Partnership (junto a Jake Wood)                       | British Soap Award         | EastEnders | Ganadores |
| 2012 | Best Dramatic Perfromance                                            | British Soap Award         | EastEnders | Ganadora  |
| 2012 | Best Actress                                                         | British Soap Award         | EastEnders | Nominada  |
| 2012 | TV Soap Personality                                                  | TRIC Award                 | EastEnders | Nominada  |
| 2011 | Sexiest Female                                                       | Inside Soap Award          | EastEnders | Nominada  |
| 2009 | Best Actress                                                         | British Soap Awards        | EastEnders | Nominada  |
| 2009 | I'm a Survivor                                                       | All About Soap Awards      | EastEnders | Nominada  |
| 2009 | Favourite Female Soap Star                                           | TV Now Awards              | EastEnders | Nominada  |
| 2008 | Fatal Attraction (junto a Robert Kazinsky)                           | Inside Soap Awards         | EastEnders | Nominados |
| 2008 | Best Tearjerker                                                      | All About Soap Awards      | EastEnders | Ganadora  |
| 2008 | Best Soap Slap (junto a Lacey Turner)                                | All About Soap Awards      | EastEnders | Ganadora  |
| 2008 | Best Secret Reveal                                                   | All About Soap Awards      | EastEnders | Ganadora  |
| 2008 | Most Popular Actress                                                 | Digital Spy Soap Awards    | EastEnders | Ganadora  |
| 2008 | Best Soap Actress                                                    | TV Quick/TV Choice Awards  | EastEnders | Nominada  |
| 2008 | Best Dramatic Performance                                            | British Soap Awards        | EastEnders | Ganadora  |
| 2008 | Best Actress                                                         | British Soap Awards        | EastEnders | Nominada  |
| 2007 | Most Popular Newcomer                                                | National Television Awards | EastEnders | Nominada  |
| 2007 | Best Soap Storyline (Enredo amoroso de Tanya, Max, Bradley y Stacey) | TV Choice Awards           | EastEnders | Nominados |
| 2007 | Best Newcomer                                                        | TV Choice Awards           | EastEnders | Nominada  |
| 2006 | Best Female Comedy Performer                                         | Rose d'Or Award            | Swinging   | Ganadora  |